# Усманова Шарофат
Шарофа́т Усма́нова (нар. 1953, тепер Таджикистан) — радянська таджицька державна діячка, секретар ЦК КП Таджикистану. Депутат Верховної ради Таджицької РСР 11-го скликання.

## Життєпис
Освіта вища. Член КПРС з 1974 року.
До січня 1990 року — секретар Хатлонського обласного комітету КП Таджикистану з питань ідеології.
У 1990 — серпні 1991 року — секретар Курган-Тюбинського обласного комітету КП Таджикистану.
3 серпня — вересень 1991 року — секретар ЦК КП Таджикистану.
З 1991 року — голова Спілки жінок Таджикистану.
На 1992 рік — голова Комісії Верховної ради Республіки Таджикистан з питань депутатської етики.
Подальша доля невідома.